# Nintendo 64
Nintendo 64 (яп. ニンテンドー64 Нинтэндо: Рокудзю:ён), также Ultra 64 и N64 — 64-разрядная игровая приставка, разработанная японской корпорацией Nintendo совместно с американской компанией Silicon Graphics. Была выпущена в 1996 году (23 июня в Японии, 29 сентября в Америке) и в 1997 году (1 марта в Европе, Ближнем Востоке и Африке и Китае и 1 сентября во Франции и Бенилюксе) и стала ответом на приставки конкурентов Sony PlayStation и Sega Saturn. Тактовая частота центрального процессора — 93,75 МГц, графического — 62,5 МГц. Оснащалась общей унифицированной оперативной памятью объёмом 4 МБ. Максимальное разрешение равнялось 640×480 при 24-битной глубине цвета. Благодаря участию Silicon Graphics, в этой приставке появилась масса новшеств, связанных с трёхмерной графикой: сглаживание текстур, MIP-mapping и др. В качестве игрового носителя был выбран картридж объёмом до 64 МБ.
Вместе с консолью Nintendo выпустила первый 3D-платформер Super Mario 64, который демонстрировал её новшества во всей красе. Это и дало начальный толчок. Однако, в первое время игр для Nintendo 64 было крайне мало: не всем давались особенности программирования для неё, кроме того, многих отпугивал устаревший формат носителя (оба основных конкурента тогда уже перешли на компакт-диски, которые имели большую ёмкость и были удобнее и дешевле). Сама же Nintendo не была готова к полному обеспечению своей консоли игровыми проектами. Но к 1998 году ситуация исправилась, и N64 заняла второе место на рынке игровых приставок после PlayStation (проект Saturn тогда уже можно было считать провалившимся).
В материковом Китае вышла видоизмененная версия консоли под названием iQue Player. Эта версия выполнена в форм-факторе геймпада, чтобы обойти местный запрет на игровые консоли. Консоль имеет несколько встроенных игр, остальные пользователь мог загрузить самостоятельно через онлайн-сервис iQue Depot.
В России релиз был анонсирован на 10 октября 1996 года, а дистрибьютором должна была стать сеть «АОЗТ Денди». На момент начала поставок NTSC-версия консоли продавалась лишь в нескольких магазинах, включая «Game Land». Позже дистрибуцией занялась компания «Бука», которая в то время была официальным дистрибьютором Nintendo (а также Sega Saturn и Sony PlayStation), но дальнейшие продажи были прекращены, из-за тяжёлого экономического кризиса. С 2000 года официальным дистрибьютором Nintendo 64 выступал Новый Диск.

## История
5 мая 1995 года компания Nintendo объявила о том, что разработка новой игровой консоли Nintendo 64 (тогда она носила название Ultra 64) была полностью закончена и что система поступит в продажу в апреле 1996 года.
«После 19 месяцев напряжённой разработки, мы достигли двух наших главных задач в отношении Nintendo Ultra 64: разработали набор микросхем, способных предоставить лучшие в мире видеоигровые переживания, и сделать это по цене, которая не будет превышать $250 в розницу», — сказал Говард Линкольн (Howard Lincoln), в то время исполнявший обязанности председателя Nintendo Of America. «Однако мы приняли сознательное решение не спешить с выводом на рынок Ultra 64. Вместо этого мы решили дать нашим разработчикам дополнительное время для того, чтобы они смогли добиться максимальной эффективности при работе с этой системой и создать игры нового типа».
Этот анонс был произведён за три дня до начала игровой выставки E3, на которой работающий прототип консоли так и не показали.

## Разработка
Nintendo 64 — это совместная работа Nintendo, Silicon Graphics и MIPS Technologies. Дизайн этой системы был изначально предложен Тому Калински (тогда он был исполнительным директором американского подразделения Sega) Джеймсом Кларком (основателем Silicon Graphics). Перед этим SGI приобрела MIPS Technologies и две компании работали вместе над созданием недорогого чипа, объединяющего центральный и графический процессоры. Создатели чипа считали его идеально подходящим для игровых консолей. Японская команда Sega, занимающаяся аппаратным обеспечением, была отправлена для оценки возможностей чипа, и ею был найден ряд недоработок, которые MIPS затем устранила. Тем не менее, японское подразделение Sega выступило против предложения SGI, по-видимому, во многом из-за разногласий между японским и американским подразделениями компании.
На ранних стадиях разработки Nintendo 64 называлась кодовым именем «Project Reality». Это прозвище родилось из предположения Nintendo что консоль, разработанная вместе с SGI, будет наравне с тогдашними суперкомпьютерами. В 1994 году консоли было дано название Nintendo Ultra 64 на Западе. Дизайн консоли был представлен в конце весны 1995 года.

## Аппаратное обеспечение
Центральный процессор Nintendo 64 — это NEC VR4300, основанный на MIPS R4300i, работающий на частоте 93,75 МГц и соединённый с остальными частями через 32-разрядную шину данных. VR4300 — это RISC-процессор с интегрированным модулем вычислений с плавающей запятой. Это 64-разрядный процессор: 64-разрядные регистры, 64-разрядная система команд и 64-разрядная внутренние шины данных. Но удешевлённый ЦП NEC VR4300, используемый в консоли, имеет 32-разрядные шины, в то время как вариант MIPS оснащён 64-разрядными шинами. Многие игры использовали преимущества 32-разрядного режима обработки, поскольку более высокая точность 64-разрядных типов данных в трёхмерных играх обычно не требовалась. Кроме того, 64-разрядные данные требовали вдвое большего объёма памяти, кеша и пропускной способности, снижая тем самым общую производительность системы.
ЦП имеет внутренний кеш уровня 1 объёмом 24 КБ, и не имеет кеша второго уровня. Процессор создаётся на 0,35-микронном техпроцессе и содержит 4,6 млн транзисторов. На чипе установлен алюминиевый радиатор для пассивного охлаждения.
Задачи обработки графики и звука выполняются 64-разрядным сопроцессором разработки SGI, имеющим название «Reality Co-Processor» (RCP). RCP это чип, работающий на частоте 62,5 МГц, разделённый внутри на два основных компонента — «Reality Drawing Processor» (RDP) и «Reality Signal Processor» (RSP). Друг с другом компоненты обмениваются данными через 128-разрядную шину с пропускной способностью в 1,0 ГБ/с. RSP — это 8-разрядный целочисленный векторный процессор на основе MIPS R4000. Он программируется микрокодом, что позволяет значительно изменять функциональность процессора, если потребуется, для различных видов работ, точности и загрузки. RSP выполняет геометрические преобразования, обрезку, вычисления связанные с освещением, обработку треугольников, и обладает производительностью примерно в 100 000 полигонов в секунду.
Утверждается[кто?], что RSP также может привлекаться для выполнения обработки звука (хотя ЦП с этой задачей также справляется). Он может проигрывать практически любой формат звука (это зависит от программного кодека), включая несжатый PCM, MP3, MIDI и музыку в различных трекерных форматах. RSP может обрабатывать до 100 PCM-каналов одновременно — при 100%-ном использовании системы для обработки звука. Максимальная частота дискретизации — 48 кГц для 16-разрядного звука. Однако, ограничения на объём, накладываемые картриджем, ограничивали объём, а стало быть — и качество звука.
RDP — это растеризатор системы, выполняющий основной объём работы по созданию изображения перед выводом его на экран. Nintendo 64 имеет максимальную глубину цвета в 16,7 млн цветов, из которых 32768 могут быть одновременно на экране, и разрешение от 256 × 224 до 640 × 480.
Что касается оперативной памяти (RAM), то Nintendo 64 была одной из первых консолей, в которой была реализована единая подсистема памяти, а не отдельные банки памяти для процессора, аудио и видео. Сама память — Rambus RDRAM объёмом 4 МБ, с возможностью расширения до 8 МБ с помощью Expansion Pak.

### Цветовые вариации
Стандартная Nintendo 64 тёмно-серого цвета, почти чёрная. Консоли зелёного цвета поставлялись вместе с игрой Donkey Kong 64. Серия Funtastic была сделана из прозрачного пластика. Была выпущена версия в синей расцветке, с фигурой Пикачу, который лежит на консоли. Также Nintendo выпустила контроллер в форме банана для дебюта Donkey Kong 64 в США.

### Аксессуары

#### Контроллер Nintendo 64
Хотя в Nintendo 64 была реализована функция записи сохранений игры на картридж, съёмное устройство Controller Pak, подключаемое к игровому контроллеру, также позволяло записывать игровые сохранения в играх, поддерживающих данное приспособление. Controller Pak позиционировался как устройство для обмена игровыми достижениями между пользователями консоли. Также существовал Rumble Pak, работающий на двух батарейках АА типа. Rumble Pak давал контроллеру вибрацию. Также Rumble Pak поставлялся вместе с игрой Star Fox 64. Существовала также возможность перенести результаты некоторых игр с консоли Game Boy Color — Transfer Pak. С Transfer Pak можно было перенести результаты из игр: Perfect Dark, Pokémon Stadium, Pokémon Stadium 2, Mario Artist, Mario Golf, Mario Tennis, Super Robot Taisen 64, Transformers Beast Wars Metals 64.
Voice Recognition Unit (VRU) — микрофон для Nintendo 64, подключаемый в 4-й порт контроллера на консоли. Используется для игр Hey You, Pikachu! и Densha de Go! 64.
Memory Expansion Pak — дополнительные 4 мегабайта ОЗУ, которые были важны для таких игр как: Perfect Dark (требуется для активации сюжетного режима), Donkey Kong 64 (вместе с этой игрой в комплекте был и Memory Expansion Pak) и The Legend of Zelda: Majora’s Mask. Остальные игры в большинстве своем улучшали либо разрешение либо частоту кадров.

#### Nintendo 64 DD
1 декабря 1999 года в продажу на территории Японии поступило устройство Nintendo 64 DD, игры к которому распространялись на магнито-оптических дисках.